# Estadi de Vallejo
L'Estadi de Vallejo va ser un estadi de futbol de la ciutat de València, on jugava el Real Gimnàstic Club de Futbol (després Llevant UE) els seus partits entre els anys 1925 i 1968.

## Característiques
L'Estadi de Vallejo tenia capacitat per a entre 15000 i 20000 aficionats, la majoria d'ells en peu. En tribuna hi havia cadires plegables i molta gent també gaudia dels partits des del teulat de la propera Església del Carme en el carrer Alboraia (cal no confondre-la amb l'església del Centre del Carme, a l'altra vora del riu Túria). Amb el Trenet i des del centre de València i rodalia anaven els aficionats del Llevant UE per gaudir del futbol. Comptava amb pistes d'atletisme i en ell es van organitzar els campionats d'Espanya d'atletisme de 1941.

## Història
El camp de Vallejo va ser inaugurat el diumenge 29 de novembre de 1925, amb un partit que va enfrontar al Gimnástico FC i l'Atlètic Saguntino, sent el resultat final de 6 a 0 favorable als locals.
El dia 6 d'agost de 1939 el FC Levante i el Gimnástico FC es fusionen (degut al fet que després de la Guerra Civil el primer d'ells mancava d'estadi i el segon de plantilla), pel que l'Estadi de Vallejo es converteix en el camp de l'actual Llevant UE fins a 1968 (any de la seua demolició i venda). Els accessos al camp de Vallejo des del centre de la ciutat es realitzaven creuant el Pont de Fusta o el Pont de Serrans (principalment per als aficionats hereus del Gimnástico FC), mentre que des dels Poblats Marítims s'accedia al mateix via el Grau, la Malva-rosa o el Cabanyal (per als afeccionats hereus del FC Levante).
El 1963, l'estadi va ser testimoni del primer ascens del Llevant UE a Primera Divisió, i ja el 1967, amb Grau Torralba de president, davant la delicada situació econòmica del club es va decidir vendre l'estadi del Vallejo per construir un estadi més modern. La idea del president fou vendre els terrenys del carrer Alboraia i construir un nou estadi en la perifèria nord de València, en uns terrenys amb accessos aleshores insuficients. Durant una temporada el Llevant UE va jugar els seus partits a l'estadi del València CF, el Mestalla, per a després passar a jugar els seus partits en l'actual Estadi Ciutat de València, que es va inaugurar amb el nom d'Estadi Antonio Román.
El 28 d'abril de 1968, el Llevant UE va disputar el seu últim partit a l'Estadi de Vallejo, que va guanyar 1-0 al CD Tenerife.